# Далдос
Далдос (дат. daldøs) — старинная настольная игра из Дании. В Норвегии эта игра с небольшими отличиями известна под названием daldøsa.

## История
Происхождение и время возникновения игры далдос неизвестны. Похожая игра sáhkku найдена у саамов в северной Норвегии, Швеции, Финляндии и России. Обе эти игры также имеют сходство с некоторыми играми из Северной Африки и Западной Азии, известными под общим названием tâb.
Со временем игра была практически забыта. В написанном в 1876 году романе Енса Петера Якобсена «Фру Мария Груббе» («Fru Marie Grubbe») упоминается игра daldøs, однако в примечании сказано лишь, что это настольная игра с фишками и игральными костями. Лишь в 1927 году адвокат Ханс Биллесков Янсен (Hans Billeskov Jansen) опубликовал подробное описание и правила игры в журнале «Danske Studier». Заинтересовавшись упоминанием игры в романе Якобсена, он нашёл женщину, которая ещё помнила, как играть в далдос, и сохранила старинный игровой набор. Сейчас этот набор для игры в далдос хранится в музее города Тистед.
Позже, в 1939 году, был найден ещё один сохранившийся набор для игры в далдос, принадлежавший школьному учителю из деревни на острове Морс.
В Норвегии игра daldøsa известна только в округе Jæren губернии Ругаланн, где старинные игровые наборы сохранились на нескольких фермах на побережье моря. Новую популярность игра приобрела, когда в 1968 году Ола Барквед (Ola Barkved) опубликовал статью о ней в местном историческом журнале.

## Игровой инвентарь

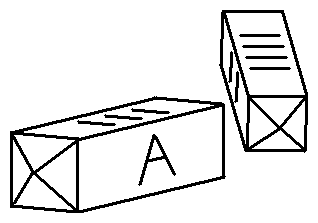
Кости для игры в далдос

В далдос играют на прямоугольной деревянной дощечке, закруглённой с одной стороны, с тремя параллельными рядами отверстий. В крайних рядах по 16 отверстий, в среднем ряду — 17. Форма доски символизирует корабль, а фишки — людей.
У каждого игрока по 16 игровых фишек, похожих на шпатель с цилиндрической «ручкой», позволяющей свободно поворачивать фишку в отверстии игровой доски. Фишки игроков немного различаются формой, например, у одного игрока они имеют вид прямоугольной лопаточки, а у второго — сужающейся в верхней части.
Две игральные кости имеют довольно необычную форму: не кубическую, а более вытянутую, четыре грани плоские, прямоугольные, а две делаются заострёнными или закруглёнными. Таким образом, при броске кости могут выпасть только четыре грани: с буквой «A» (имеет собственное название — dal или dallen, 1 очко) и с римскими цифрами II, III и IV (соответственно, 2, 3 и 4 очка).

## Правила игры

### Начало игры
Два игрока расставляют фишки в отверстия крайних рядов доски (каждый в свой ряд) так, чтобы все они были повёрнуты плоскими сторонами перпендикулярно длинным сторонам доски (неактивны). Затем определяется право первого хода: игроки по очереди бросают сразу две кости и тот, у кого выпадет наибольшая сумма очков, ходит первым.

### Активация фишки
Если фишка повёрнута плоской стороной поперёк ряда (перпендикулярно длинной стороне доски), она считается неактивной, если вдоль — активной. Пока фишка не активирована, ходить ей нельзя. Фишку можно активировать («fordalle»), если выпадет кость с символом «А». В этом случае игрок поворачивает фишку плоской стороной вдоль ряда и перемещает на одно отверстие вперёд.

### Направление перемещения фишек
Активированная фишка перемещается сначала по своему ряду в сторону «кормы» (не закруглённого края доски), дойдя до его конца, переходит в средний ряд и перемещается по нему в сторону «носа», затем движется по ряду соперника в сторону «кормы», вновь переходит в средний ряд, затем снова в ряд соперника и так далее, пока фишка не будет убита или игра не закончится. В свой ряд фишка больше никогда не возвращается.

### Процесс игры

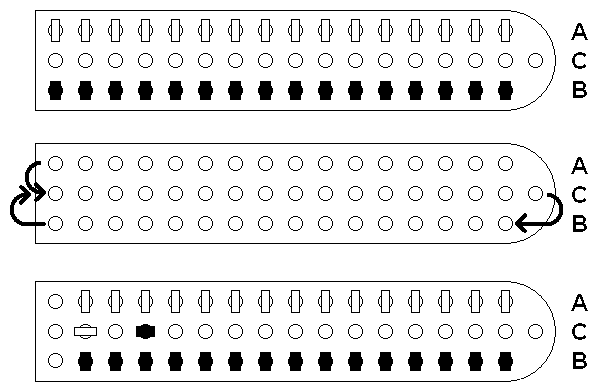
Вверху — исходная позиция для игры
В середине — направление перемещения фишек для игрока А
Внизу — пример позиции после первого хода каждого из игроков

Игроки совершают ходы по очереди, бросая две кости. Если в первом ходе ни на одной из костей не выпало «А», ход переходит к другому игроку, если выпало — игрок может активировать крайнюю со стороны «кормы» фишку, переместив её в средний ряд.
Активированные фишки можно перемещать в соответствии с выпавшими на костях очками. При этом можно либо переместить одну фишку на количество отверстий, равное сумме очков на двух костях, либо две фишки, каждую на количество отверстий, равное выпавшим очкам на соответствующей фишке. Если выпало «А», можно активировать ещё одну фишку, или переместить уже активированную на 1 отверстие. Если одновременно выпало две «А» («dal dal»), то игрок получает право на ещё один внеочередной ход.
Нельзя перепрыгивать через собственные фишки, но можно через фишки соперника. Если ход приводит фишку в отверстие, занятое фишкой соперника, то фишка соперника считается «убитой», то есть вынимается из отверстия и убирается с доски, а вместо неё ставится своя фишка.
Цель игры — убрать с доски все фишки противника. По согласию игроков затянувшуюся партию можно завершить вничью.

## Разновидности игры
В некоторых вариантах игровых комплектов, например, в упоминавшемся выше старинном наборе для игры с острова Морс, фишки не шпателевидной, а конической формы (у одного игрока остроконечные, у другого — с шариком на конце). В этом случае, чтобы отличить активные фишки от неактивных, игроки надевают на них колечки, или кладут перед фишкой какой-нибудь предмет, например, монетку.
Норвежская разновидность игры (daldøsa) практически идентична датской. Правила игры те же. Разница лишь в меньшем количестве отверстий на игровом поле и фишек (37 отверстий и 24 фишки) и в том, что вместо символа «А» на игровых костях в норвежской игре изображается символ «Х». Кроме того, доска для daldøsa больше похожа на корабль, и крайние ряды отверстий часто не параллельны среднему, а изогнуты, следуя за изгибом «бортов» игровой доски.